# Черен орел (танк)
„Черен орел“ (Обект 640) е проект за руски основен боен танк, разработен през 90-те години на 20 век от Омското конструкторско бюро за транспортно машиностроене. Проектът е изпълнен на основата на ходова част от Т-80У с удължена конструкция с по седем опорни ролки и купола с нова конструкция. Танкът не е произвеждан серийно.

## История за танка
В началото на 90-те години на 20 век заводът Омсктрансмаш в Омск, Русия, започва да изпитва сериозни финансови затруднения. Държавата няма възможност да издържа едновременно два танкови завода, а и конкурентният Уралвагонзавод в Нижни Тагил успява да сключи договори за въоръжаване на руската и индийската армия с новия си танк Т-90. Като опит за съживяване на производството конструкторите от завода започват разработката на принципно нов танк на основата на произвеждания в Омск Т-80У. За първи път танкът е показан на оръжейно изложение в Омск през 1997 г. само за две минути, и то покрит със защитна мрежа. През 1998 г. на военно изложение в Гърция е показана и схема на танка с основните му елементи. Разработката е прекратена през 2001 г. За това вероятно е надделяло мнението за ненадеждността на танковете с газотурбинни двигатели по времето на войната в Чечня. Предполага се, че идеи и технически решения от него са използвани в новия руски танк Т-14

## Устройство

### Конструкция
Танкът има класическа конструкция – отделение за управление в предната част, бойно отделение – в средата, и моторно-трансмисионно отделение – в задната част. Корпусът и куполата са от заварени бронирани листове, като в челните части те са от диференцирана композитна броня. В предната част е разположен механик-водачът, чието място обаче не е под, а зад люка.  Командирът се намира от лявата част, а мерачът – от дясната. С цел по-добра защита местата и на двамата са разположени ниско в корпуса.

### Двигател и ходова част
Предвидено е да се монтира всегоривен дизелов двигател с мощност от 1500 к.с., но прототипът е съоръжен с двигател ГТД-1250.
Ходовата част е на основата на Т-80У, но впоследствие е добавена допълнителна седма опорна ролка. Окачването е торсионно, независимо с хидроамортизатори. Веригите са аналогични на Т-80У, но с по-голяма широчина на траковете.

### Въоръжение
Според информацията за танка от военното изложение в Гърция през 1998 г. основното въоръжение е стандартното 125-mm гладкостволно оръдие 2А46М-4, като е възможна замяната му с по-мощно 152-mm оръдие. Механизмът за зареждане е подобен на този на френския танк „Льоклерк“, позволяващ работа както с унитарни изстрели, така и с изстрели с разделно пълнене Като допълнително въоръжение е предвидена една 7,62-mm картечница ПКТ, сдвоена с оръдието и една 12,7-mm зенитна картечница „Корд“ до люка на мерача. Предвидено е монтирането на термовизори за командира и мерача.
Командирът на танка и мерачът са обезпечени с равни функционални възможности в управлението на огъня. И двете места са оборудвани с унифициран електронен моноблок с многофункционален пулт. Основният прицел на мерача и панорамният прицел на командира са с независима стабилизация в две плоскости. 

### Защита
Бронировката на танка следва тази на Т-80У – диференцирана броня, допълнително подсилена с вградена динамична защита – на куполата това е защита от трето поколение „Кактус“, разработка на НИИ „Стали“. Страничните бордове са защитени с екрани с вградена динамична защита от второ поколение „Контакт-5“.
Боеприпасите са разположени в задната част на куполата, като са изолирани с бронирана преграда. В случай на попадение, взривната вълна чрез изскачащи панели се насочва нагоре и така екипажът се предпазва от поражения.
На куполата е монтирана система за активна защита от противотанкови ракети „Арена“.
На куполата са монтирани и датчици за системата за оптико-електронно подавяне „Штора“.